# 토니 콜렛
토니 콜렛(Toni Collette, 1972년 11월 11일 ~ )은 오스트레일리아의 배우, 가수이다.
16살 때 학교를 그만두고 국립연기예술학교에 입학하여 1992년 영화 《스포츠우드 사람들》로 데뷔했다. 이 영화를 눈여겨 본 P.J. 호건 감독이 《뮤리엘의 웨딩》의 주인공으로 발탁했고, 《뮤리엘의 웨딩》으로 AACTA 어워드 여우주연상을 수상했다. 1996년 《엠마》를 통해 본격적인 헐리우드 활동을 시작했고 1998년 토드 헤인즈 감독의 《벨벳 골드마인》으로 주목받았다. 《유나이티드 스테이트 오브 타라》로 2009년 프라임타임 에미상 코미디 시리즈 여우주연상을 수상했다.

## 출연 작품

### 영화
- 뮤리엘의 웨딩 (1994)
- 엠마 (1996)
- 벨벳 골드마인 (1998)
- 식스 센스 (1999)
- 샤프트 (2000)
- 어바웃 어 보이 (2002)
- 디 아워스 (2002)
- 코니와 칼라 (2004)
- 당신이 그녀라면 (2005)
- 미스 리틀 선샤인 (2006)
- 데드 걸 (2006)
- 블랙 벌룬 (2008)
- 메리와 맥스 (2009)
- 프라이트 나이트 (2011)
- 히치콕 (2012)
- 멘탈 (2012)
- 더 웨이, 웨이 백 (2013)
- 꾸뻬씨의 행복여행 (2014)
- 임페리움 (2016) - 안젤라 역
- 트리플 엑스 리턴즈 (2017) - 제인 마르크 역
- 스파이 게임 (2017)
- 스탠바이, 웬디 (2017)
- 유전 (2018) - 애니 그레이엄 역
- 벨벳 버즈소 (2019)
- 나이브스 아웃 (2019)
- 이제 그만 끝낼까 해 (2020) - 제이크의 엄마 역
- 스토어웨이 (2021)
- 나이트메어 앨리 (2021)
- 울 엄마는 마피아 (2023) - 크리스틴 역 (제작)
- 미키 17 (2025) - 일파 마샬 역

### 텔레비전
- 유나이티드 스테이트 오브 타라 (2009-11)
- 믿을 수 없는 이야기 (2019) - 그레이스 라스무센 형사 역
- 파워 (2023-) - 마고 클리어리로페즈 시장 역